# شیل، ورملند
شهر شیل، ورملند (به سوئدی: Kil, Värmland) در ناحیه شهری شیل در کشور سوئد واقع شده‌است. جمعیت این شهر ۱۱۷۲٫۰۳  نفر است.